# Левая социалистическая партия (Швеция, 1940)
 Ле́вая социалисти́ческая па́ртия, ЛСП (швед. Vänstersocialistiska partiet) — левая политическая партия в Швеции в 1940—1963 годах. Образовалась в 1940 году в результате откола от Социалистической партии Нильса Флюга в результате её поворота к нацизму.

## Краткая история
В 1934 году от Социал-демократической партии откололась левая группа во главе с Альбином Стрёмом, базировавшаяся в Гётеборге. Стрёма поддержали многие левые социал-демократы из западных приморских областей. Они основали еженедельную газету «Arbetarposten» («Рабочий курьер»). В том же году группа влилась в антисталинистскую (бухаринскую) Коммунистическую партию Швеции, принявшую с этого времени название Социалистическая партия. После изменения политики Социалистической партии в 1940 году сторонники Стрема вышли из неё, положив начало ЛСП.
Центральный органом ЛСП была газета «Arbetarposten», редактором которой являлся Стрём. В период войны тираж газеты составлял примерно 1 000 экземпляров, в послевоенное время доходил до 1 500. Газета распространялась, в основном, в Гётеборге и, в меньшей степени, в Боросе. Газета выходила до 1961 года, а после смерти Стрёма в 1963 году ЛСП перестала существовать.
В 1945 году от ЛСП откололась группа во главе с Эвальдом Хёглундом и Антоном Нильсоном, которая считала, что партия придерживается прозападного курса. На основе отколовшейся группы была создана Независимая рабочая партия, присоединившаяся позже к Четвёртому интернационалу.